# Anton Bornefeld
Anton Bornefeld (* 20. Juli 1898 in Wadersloh; † 14. März 1980 in Liesborn) war Priester des Bistums Münster, Seelsorger und ein entschiedener Gegner des Nationalsozialismus.

## Leben
Anton Bornefeld war der Sohn eines Bauern. Nach seinem Abitur am Gymnasium in Münster begann er ein Studium der Theologie und ein Priesterseminar. Während der Studienzeit erlernte er die polnische Sprache. Im Jahre 1924 unternahm er eine Studienreise nach Hultschin bei Ostrau an der Oder, um die tschechische Sprache zu erlernen. Zwischen 1930 und 1937 folgten weitere Studien zur Verbesserung der Sprachkenntnisse am schlesischen Seminar in Krakau und in Posen.

### Seelsorge
Nach seiner Priesterweihe am 10. Juni 1922 in Münster war Anton Bornefeld bis 1933 Kaplan in der Pfarrei St. Josef in Bottrop. Dort widmete er sich besonders der Seelsorge für die polnischen Bergarbeiter im Ruhrbergbau und ihre Familien. Zudem war ihm seit 1923 auch die Seelsorge der aus Mähren stammenden Katholiken übertragen. Von 1933 bis 1940 war er Kaplan der Pfarrgemeinde St. Johannes in Duisburg-Hamborn, wo er sich weiterhin besonders der Seelsorge für die aus Polen und aus Mähren stammenden Menschen widmete. Von 1940 bis zu seiner Verhaftung und Einlieferung in das KZ Dachau im September 1943 war er als Religionslehrer an höheren Schulen in Lüdinghausen, u. a. am Paedagogium Canisianum tätig. Ab November 1940 wurde ihm vom bischöflichen Generalvikariat Münster zusätzlich die Aufgabe eines Wanderseelsorgers für polnische Ostarbeiterinnen und -arbeiter in den Dekanaten Lüdinghausen, Werne und Datteln übertragen. Nach seiner Befreiung aus dem KZ Dachau im Mai 1945 kehrte er gesundheitlich beeinträchtigt in seine Kaplanstelle in Lüdinghausen zurück. Vom 15. Januar 1946 bis Januar 1954 war er Pfarrer in Oberhausen-Holten. Anschließend war er bis Mai 1961 Pfarrer in Havixbeck.

### Verfolgung im Nationalsozialismus
Wahrscheinlich gehörte Kaplan Anton Bornefeld wegen seines herausgehobenen Interesses für die Sprache und Kultur der Menschen aus Polen und Mähren, also eines nach nationalsozialistischer Ideologie „fremdvölkischen“ Personenkreises, zu einer den Machthaber nach 1933 besonders suspekten Gruppe katholischer Priester. Dennoch konnte er sich zunächst – unbehelligt von NSDAP und Gestapo – weiter seinen seelsorgerischen Aufgaben in der Pfarrgemeinde in Duisburg widmen. 
Erst nachdem er – entgegen einem von der Reichsregierung für alle deutschen Staatsangehörigen ausgesprochenen Teilnahmeverbot – heimlich im Mai 1938 zum 34. Eucharistischen Weltkongress nach Budapest gereist war, erfolgte kurze Zeit nach seiner Rückkehr die erste Hausdurchsuchung durch die Gestapo in seiner Wohnung. Im Januar 1939 erfolgte eine weitere Durchsuchung seiner Wohnung. Am 5. September 1939, kurz nach dem Überfall auf Polen, erfolgte eine weitere Durchsuchung. Anton Bornefeld war gewarnt worden und hatte sich, mit seiner Verhaftung rechnend, versteckt. In der Folgezeit wurden die von ihm geleiteten Polenvereine durch die Gestapo aufgelöst, die Vereinskasse und Bücher beschlagnahmt. Mitte September 1939 wurden führende Persönlichkeiten der Polenvereine festgenommen und über Stunden verhört. Nachdem er 1940 als Kaplan von Duisburg nach Lüdinghausen versetzt worden war, wurde er von der dortigen Gestapo in Bezug auf seine politischen Überzeugungen verhört.
Am 16. September 1942 wurden er und weitere Lehrer und Geistliche des Gymnasiums und des Konviktes „Canisianum“ – darunter Bernhard Hürfeld – in Lüdinghausen verhaftet und zunächst ins Polizeigefängnis in Recklinghausen gebracht. Am 6. Februar 1943 begann für Anton Bornefeld die Lagerhaft im KZ Dachau. Dort fand er im sogenannten Pfarrerblock als Mithäftlinge eine Anzahl ihm bekannter Priester aus Polen, Tschechien und seinem Heimatbistum Münster vor. Nachdem er zunächst dem Arbeitskommando „Gemüsebau“ auf der Plantage zugeteilt wurde, erhielt er ab Oktober 1943 durch Vermittlung seines Mitbruders Georg Schelling, der als Blockschreiber eingesetzt war, eine leichtere Tätigkeit in der Häftlingskleiderkammer. Wegen seiner Tätigkeit in der Kleiderkammer musste er nicht am Todesmarsch teilnehmen. 
Am 29. April 1945 wurde er mit den anderen im KZ Dachau zurückgebliebenen Überlebenden von amerikanischen Truppen befreit. Da den ehemaligen Häftlingen noch ihre Zivilkleidung zurückgegeben wurde, blieb Anton Bornefeld noch in seinem vormaligen Arbeitskommando tätig und wurde von den Amerikanern am 29. Mai 1945 aus dem Lager entlassen.

## Ehrungen
Anton Bornefeld wurde wegen seiner Verdienste um die Versöhnung zwischen Deutschen, Polen und Tschechen zum Canonicus honorarius des polnischen Bistums Köslin-Kolberg sowie zum Wirklichen erzbischöflichen Rat des tschechischen Erzbistums Olmütz ernannt.